# Massacornuta
Massacornuta is een plaats (frazione) in de Italiaanse gemeente Tortora.